# Kościół św. Jana Kantego w Krakowie

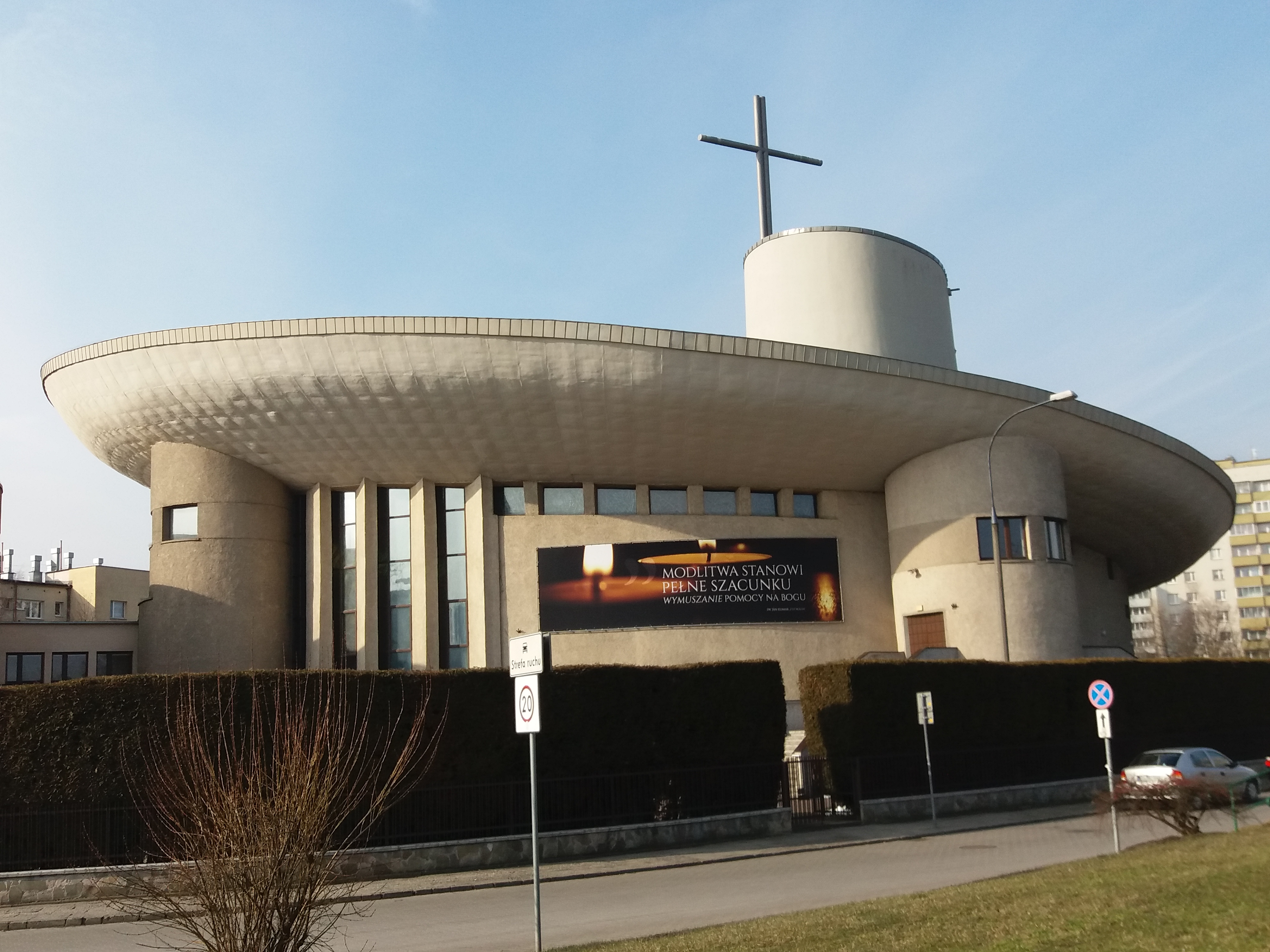
Widok z południa.

Kościół św. Jana Kantego – rzymskokatolicki kościół parafialny znajdujący się w Krakowie, w dzielnicy VI Bronowice przy ul. Jabłonkowskiej 18, na os. Bronowice Nowe. 
Należy do parafii św. Jana Kantego w Krakowie. Posługę pełnią tu księża diecezjalni.

## Historia i architektura
Świątynię wybudowano w latach 1984–1992 w stylu postmodernistycznym. Konsekrowano ją w 2000 roku. Forma budowli przypomina projekty Le Corbusiera, zwłaszcza słynną kaplicę w Notre-Dame du Haut w Ronchamp. Bryła miała przypominać biblijną arkę. Autorem projektu był architekt Krzysztof Bień. We wnętrzu kościoła zwraca uwagę oryginalne sklepienie, imitujące rozgwieżdżone niebo.
Szczególnym kultem otoczony jest tu św. Jan Kanty oraz Matka Boża Ostrobramska.

## Organy
Instrument został zbudowany poprzez starania pierwszego proboszcza i budowniczego tutejszego kościoła - ks. Jana Franczaka. Organy w całości zostały sfinansowane ze składek parafian. Ich dyspozycja nawiązuje do francuskiego romantyzmu.
Dyspozycja instrumentu
| Manuał I               | Manuał II                   | Manuał III                  | Pedał              |
| ---------------------- | --------------------------- | --------------------------- | ------------------ |
| 1. Bourdon 16'         | 1. Cor de Nuit 8'           | 1. Flûte Traversière 8'     | 1. Contrebasse 16' |
| 2. Montre 8'           | 2. Salicional 8'            | 2. Bourdon 8'               | 2. Soubasse 16'    |
| 3. Flûte Harmonique 8' | 3. Unda Maris 8'            | 3. Aeoline 8'               | 3. Octave 8'       |
| 4. Bourdon 8'          | 4. Clarinette 8' (labialny) | 4. Voix Céleste 8'          | 4. Violoncelle 8'  |
| 5. Viole de Gambe 8'   | 5. Prestant 4'              | 5. Flûte Octaviante 4'      | 5. Flûte 4'        |
| 6. Prestant 4'         | 6. Dolce 4'                 | 6. Fugara 4'                | 6. Bombarde 16'    |
| 7. Flûte douce 4'      | 7. Nazard 2 2/3'            | 7. Doublette 2'             |                    |
| 8. Doublette 2'        | 8. Octavin 2'               | 8. Harmonia Aethera 4x      |                    |
| 9. Cornet 5x           | 9. Tierce 1 3/5'            | 9. Basson 16'               |                    |
| 10. Plein Jeu 5x       | 10. Cromorne 8'             | 10. Trompette Harmonique 8' |                    |
| 11. Trompette 8'       |                             | 11. Hautbois 8'             |                    |
| 12. Clairon 4'         |                             | 12. Clairon 4'              |                    |